# 绣衣使者
绣衣使者又称绣衣御史、绣衣直指、绣衣执法、直指绣衣、直指，是西漢時期皇帝臨時派到地方的負責抓捕盜賊、审理案件以及督察地方、懲罰地方官員的吏员。绣衣使者大多由御史中丞以及侍御史出任。绣衣使者外出時一般穿著绣衣、拿著杖斧、持节以及乘坐馬車。绣衣使者的任務完成後便回到首都，這一臨時職務就暫時取消。這一官職於漢武帝元鼎年間始創，並且在漢武帝時期绣衣使者的權力要大於刺史。绣衣使者的制度一直沿用至王莽天鳳年間。後來由於刺史地位提高，東漢時期绣衣使者這一臨時官職不再設置。出任该职位知名者有江充。